# Adalberone II di Metz
Adalberone II di Metz (958 circa – 14 dicembre 1005) è stato un vescovo e monaco cristiano francese, della congregazione cluniacense, fu nominato il 7 settembre 984 vescovo di Verdun e il 16 ottobre vescovo di Metz.

## Origine
Secondo la Chronica Albrici Monachi Trium Fontium era figlio del Conte di Bar e poi Duca dell'Alta Lorena (Lotaringia), Federico I e di Beatrice, figlia primogenita del Marchese di Neustria demarcus, conte d'Orleans e conte di Parigi (dal 936 chiamato duca dei Franchi) e futuro duca di Borgogna, Ugo il Grande, e della sua terza moglie Edvige di Sassonia, figlia del defunto re di Germania, Enrico I l'Uccellatore e sorella del re di Germania e futuro imperatore, Ottone I, come ci riporta, nelle sue cronache, Rodolfo il Glabro. Beatrice era la sorella del futuro re di Francia, Ugo Capeto, e del futuro duca di Borgogna, Enrico Ottone.
Federico I di Lotaringia era figlio del Conte di Bidgau, Vigerico, di cui non si conoscono gli ascendenti, che divenne Conte palatino di Lotaringia con Carlo III il Semplice, e di Cunegonda (figlia di Ermetrude, a sua volta, secondo la Genealogiae Comitum Flandriae, figlia del re dei Franchi occidentali, Luigi II il Balbo); secondo il documento n° 210 degli Ottonis I diplomata, del 3 giugno 960, Federico viene citato come fratello del vescovo di Metz, Adalberone (compater noster Adalbero…sanctæ Mettensis ecclesiæ presul [et] germano suo Friderico duce) e Adalberone, secondo un documento citato dall'ecclesiastico e storico, belga, del XVII secolo, Aubertus Miraeus o Aubert le Mire (Bruxelles, 30 novembre 1573 - Anversa, 19 ottobre 1640), nel suo   Opera diplomatica et historica, tomus II, è figlio di Vigerico e Cunegonda (non consultato).
Federico da parte materna era discendente di Carlo Magno (alla sesta generazione), inoltre era lo zio del conte di Hainaut, Goffredo I di Verdun.

## Biografia
Adalberone venne fatto istruire nel monastero di Gorze.
Secondo le Gesta Episcoporum Virdunensium, continuatio , nella diocesi di Verdun, dopo la morte del vescovo, Wicfrido, nel 983, venne ordinato vescovo Ugo II, che, non molto tempo dopo, rinunciò all'incarico. Sempre secondo le Gesta Episcoporum Virdunensium, continuatio, Adalbero venne ordinato vescovo di Verdun; essendo però morto il vescovo della diocesi di Metz, Teodorico I, ed essendo stato invitato a prenderne il posto, Adalberone restituì il pastorale. Ancora secondo le Gesta Episcoporum Virdunensium, continuatio, a Verdun venne ordinato un altro vescovo di nome Adalberone, il figlio maschio primogenito, del conte di Verdun, di Bigdau e Methingau e poi anche di Hainaut, Goffredo I e di Matilde di Sassonia e che fu prozio di Goffredo di Toscana e di Papa Stefano IX. Anche la Chronica Albrici Monachi Trium Fontium ci conferma che Adalberone fu prima vescovo di Verdun e poi di Metz ordinato il 16 ottobre 984 e consacrato il 28 dicembre dello stesso anno; inoltre la Chronica Albrici Monachi Trium Fontium ci conferma anche che a Verdun fu ordinato vescovo un altro Adalberone, il figlio di Goffredo.
Secondo lo storico, Georges Poull, nel suo libro La Maison souveraine et ducale de Bar (1994) (non consultato), Adalberone, nel 1004 o nel 1005, partecipò a una dieta, dove accusò il duca di Carinzia, Corrado I, di avere contratto matrimonio con una sua consanguinea; però fu costretto a lasciare la dieta e rientrare in Lotaringia, assieme al fratello Teodorico ( † 1027), duca di Lorena.
Secondo il Catalogus Episcoporum Mettensium, Adalberone fu il quarantacinquesimo vescovo di Metz, molto stimato per la sua santità e religiosità, fu un sostenitore della riforma monastica e resse la sua diocesi per 35 anni 9 mesi e 25 giorni.
Adalberone morì nel 1005, il 14 dicembre e fu sepolto nella Cattedrale di Metz; i suoi resti poi furono trasferiti nella chiesa dell'abbazia di San Sinforiano di Metz, che lui aveva fatto ricostruire. Per il Catalogus Episcoporum Mettensium, Adalberone morì il 26 aprile (6. kal. maii.).
Nella diocesi di Metz ad Adalberone succedette Teodorico II.

## Discendenza
Di Adalberone non si conosce alcuna discendenza.

## Ascendenza
|                          |                      |                        | Genitori                |  |  | Nonni |  |  | Bisnonni |  |  | Trisnonni |  |
|                          |                      |                        |                         |  |  |       |  |  | …        |  |  | …         |  |
|                          |                      |                        |                         |  |  |       |  |  | …        |  |  | …         |  |
|                          |                      | …                      |                         |  |  |       |  |  | …        |  |  |           |  |
| Vigerico di Bidgau       |                      |                        |                         |  |  |       |  |  | …        |  |  |           |  |
|                          |                      | …                      | …                       |  |  |       |  |  |          |  |  |           |  |
|                          |                      | …                      | …                       |  |  |       |  |  |          |  |  |           |  |
|                          |                      | …                      | …                       |  |  |       |  |  |          |  |  |           |  |
| Federico I di Lotaringia |                      | …                      |                         |  |  |       |  |  |          |  |  |           |  |
|                          |                      | …                      | …                       |  |  |       |  |  |          |  |  |           |  |
|                          |                      | …                      | …                       |  |  |       |  |  |          |  |  |           |  |
|                          |                      | …                      | …                       |  |  |       |  |  |          |  |  |           |  |
| Cunegonda                |                      | …                      |                         |  |  |       |  |  |          |  |  |           |  |
|                          |                      | Ermentrude             | Luigi II di Francia     |  |  |       |  |  |          |  |  |           |  |
|                          |                      | Ermentrude             | Luigi II di Francia     |  |  |       |  |  |          |  |  |           |  |
|                          |                      | Ermentrude             | Ansgarda di Borgogna    |  |  |       |  |  |          |  |  |           |  |
| Adalberone II di Metz    |                      | Ermentrude             |                         |  |  |       |  |  |          |  |  |           |  |
|                          | Roberto I di Francia | Roberto il Forte       |                         |  |  |       |  |  |          |  |  |           |  |
|                          | Roberto I di Francia | Roberto il Forte       |                         |  |  |       |  |  |          |  |  |           |  |
|                          | Roberto I di Francia | Adelaide d'Alsazia     |                         |  |  |       |  |  |          |  |  |           |  |
| Ugo il Grande            | Roberto I di Francia |                        |                         |  |  |       |  |  |          |  |  |           |  |
|                          |                      | Beatrice di Vermandois | Erberto I di Vermandois |  |  |       |  |  |          |  |  |           |  |
|                          |                      | Beatrice di Vermandois | Erberto I di Vermandois |  |  |       |  |  |          |  |  |           |  |
|                          |                      | Beatrice di Vermandois | Liutgarda di Morvois    |  |  |       |  |  |          |  |  |           |  |
| Beatrice di Parigi       |                      | Beatrice di Vermandois |                         |  |  |       |  |  |          |  |  |           |  |
|                          |                      | Enrico I di Sassonia   | Ottone I di Sassonia    |  |  |       |  |  |          |  |  |           |  |
|                          |                      | Enrico I di Sassonia   | Ottone I di Sassonia    |  |  |       |  |  |          |  |  |           |  |
|                          |                      | Enrico I di Sassonia   | Edvige di Babenberg     |  |  |       |  |  |          |  |  |           |  |
| Edvige di Sassonia       |                      | Enrico I di Sassonia   |                         |  |  |       |  |  |          |  |  |           |  |
|                          |                      | Matilde di Ringelheim  | Teodorico di Ringelheim |  |  |       |  |  |          |  |  |           |  |
|                          |                      | Matilde di Ringelheim  | Teodorico di Ringelheim |  |  |       |  |  |          |  |  |           |  |
|                          |                      | Matilde di Ringelheim  | Rinilde di Frisia       |  |  |       |  |  |          |  |  |           |  |
|                          |                      | Matilde di Ringelheim  |                         |  |  |       |  |  |          |  |  |           |  |

### Fonti primarie
- (LA) Monumenta Germaniae Historica, Scriptores, tomus II. URL consultato il 1º marzo 2020 (archiviato dall'url originale il 5 agosto 2016)..
- (LA) Monumenta Germaniae Historica, Scriptores, tomus IV. URL consultato il 1º marzo 2020 (archiviato dall'url originale il 16 gennaio 2014)..
- (LA) Monumenta Germaniae Historica, Scriptores, tomus IX. URL consultato il 1º marzo 2020 (archiviato dall'url originale il 12 maggio 2013)..
- (LA) Monumenta Germaniae Historica, Scriptores, tomus XXIII. URL consultato il 1º marzo 2020 (archiviato dall'url originale il 23 settembre 2015)..
- (LA) Monumenta Germaniae Historica, Scriptores, tomus VII. URL consultato il 1º marzo 2020 (archiviato dall'url originale il 26 settembre 2015)..
- (LA) Monumenta Germaniae Historica, Diplomata regum et imperatorumi Germaniae, tomus I, Conradi I. Heinrici I. et Ottonis I. diplomata. URL consultato il 1º marzo 2020 (archiviato dall'url originale il 23 settembre 2015)..

### Letteratura storiografica
- Austin Lane Poole, Germania: Enrico I e Ottone il Grande, in «Storia del mondo medievale», vol. IV, 1999, pp. 84–111